# Hospice de Saint-Valery-en-Caux
L'hospice de Saint-Valery-en-Caux est un ancien établissement religieux situé à Saint-Valery-en-Caux, en France.

## Localisation
L'hospice est situé dans le département français de la Seine-Maritime, sur la commune de Saint-Valery-en-Caux, rue des Pénitents.

## Historique
Une communauté franciscaine s'installe dans la commune en 1623.
La chapelle devient pendant la Révolution française le siège du club des Jacobins.
L'édifice est inscrit au titre des monuments historiques le 14 avril 1930.

## Description
L'édifice est composé de grès.